# 丁绪淮
丁绪淮（1907年—1990年），字导之，安徽阜阳人。中华人民共和国化学家。

## 生平
1927年，毕业于北京清华学校，留学美国密歇根大学，获化学工程学学士学位，1933年获科学博士学位。回国后担任天津北洋工程学院、重庆大学、浙江大学、南开大学教授，天津大学教授兼化工系化学工程和化学原理教研室主任，从事化学工程学的教研。

## 著作
编著有《化学工业过程及设备》、《化学操作原理与设备》等。